# Ugo Magnetto
Ugo Magnetto (Borghetto Santo Spirito, 26 novembre 1902 – Loano, 25 agosto 1984) è stato un calciatore italiano, di ruolo centrocampista o attaccante. È, finora, l'unico giocatore sordomuto ad aver mai giocato in serie A

## Carriera
Ala, gioca per undici stagioni nell'Albenga. Notato in una gara della Nazionale sordomuti viene ingaggiato dall'Ambrosiana Inter, con cui disputa un incontro nella stagione 1930-1931, in occasione del successo interno sulla Lazio del 14 giugno 1931. Poi disputa sei stagioni in Serie B e Serie C.
È morto il 25 agosto del 1984 all'età di 81 anni.

## Palmarès

### Club

#### Competizioni regionali
- Prima Divisione: 1

Albenga: 1945-1946